# Rochefort-Samson
Rochefort-Samson är en kommun i departementet Drôme i regionen Auvergne-Rhône-Alpes i sydöstra Frankrike. Kommunen ligger i kantonen Bourg-de-Péage som tillhör arrondissementet Valence. År 2022 hade Rochefort-Samson 1 061 invånare.

## Befolkningsutveckling
Antalet invånare i kommunen Rochefort-Samson
Referens:INSEE